# Citharexylum spinosum
Citharexylum spinosum är en verbenaväxtart som beskrevs av Carl von Linné. Citharexylum spinosum ingår i släktet Citharexylum och familjen verbenaväxter. Inga underarter finns listade i Catalogue of Life.